# Aeropuerto del Condado de Alpine
El Aeropuerto del Condado de Alpine (FAA LID: M45) es un aeropuerto civil ubicado a 6 km (kilómetros) al norte de Markleeville, en el condado de Alpine, California, Estados Unidos.
Sirve como aeropuerto de aviación general. El aeropuerto tiene una única pista, con una plataforma para albergar pequeñas aeronaves. El aeropuerto no cuenta con instalaciones, ni luces, y está muy poco utilizado (media de 54 operaciones al mes).

## Instalaciones y aeronaves
El aeródromo de Alpine County ocupa un espacio de 121 ha (hectáreas), y se encuentra a 1788 m s. n. m. (metros sobre el nivel del mar). Dispone de una pista asfaltada designada 17/35 de 1354 × 15 m (metros). En los doce meses previos al 15 de agosto de 2007, el aeropuerto tuvo 650 operaciones (una media de 54 al mes), todas ellas de aviación general.
El aeródromo se cierra cuando nieva, debido a que no dispone de quitanieves. La pista 17/35 tiene un límite de 4800 lb (libras) en las aeronaves con una rueda, y de 9600 lb en las aeronaves con dos ruedas.